# Xiaoling (sockenhuvudort i Kina, Hubei Sheng, lat 29,35, long 113,81)
Xiaoling (kinesiska: 肖岭, 肖岭乡) är en sockenhuvudort i Kina. Den ligger i provinsen Hubei, i den centrala delen av landet, omkring 140 kilometer söder om provinshuvudstaden Wuhan. Antalet invånare är 27 964. Befolkningen består av 13 609 kvinnor och 14 355 män. Barn under 15 år utgör 20,0 %, vuxna 15-64 år 72 %, och äldre över 65 år 6,0 %.
Runt Xiaoling är det tätbefolkat, med 383 invånare per kvadratkilometer. Närmaste större samhälle är Daping, 11,4 km väster om Xiaoling. Trakten runt Xiaoling består till största delen av jordbruksmark.
Genomsnittlig årsnederbörd är 2 078 millimeter. Den regnigaste månaden är maj, med i genomsnitt 321 mm nederbörd, och den torraste är januari, med 54 mm nederbörd.